# Gianluigi Nuzzi

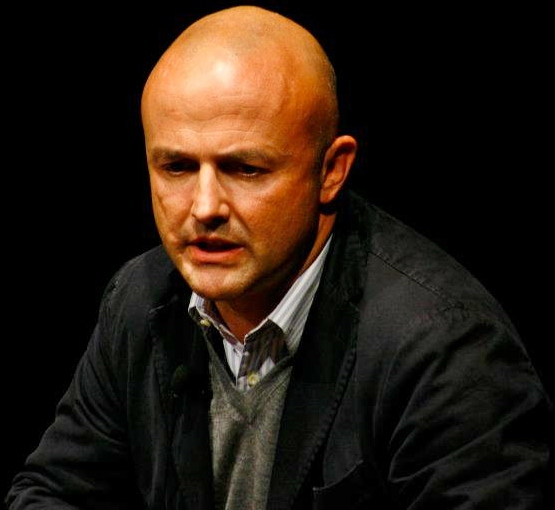
Gianluigi Nuzzi em 2011

Gianluigi Nuzzi (Milão, 3 de junho de 1969) é um jornalista  investigativo italiano, escritor freelancer e autor de dois livros sobre o Vaticano, traduzido em quatorze línguas, Vaticano SA, um best-seller publicado em 2009, em que ele estabelece os assuntos financeiros da Santa Sé sob o microscópio.  
Também publicou em 2012 o livro Sua Santidade, as Cartas Secretas de Bento XVI, em que apresenta documentos da colecção particular do Papa, que foram trazidos a ele pelo seu criado, Gabriele Paolo e, provavelmente, de outras fontes." Dentro da Guarda Suíça e da polícia papal, houve rumores de que era o serviço de inteligência italiano a adquirir as provas incriminatórias. Paolo Gabriele foi condenado por roubar documentos do Papa e depois perdoado.
As informações que constam do livro publicado em 2012, teriam sido fornecidas a Nuzzi por uma fonte do próprio Vaticano, e estabelecem ligações entre a Igreja Católica e poderes políticos em todo o mundo.
Há citações como a existência dos serviços secretos no Vaticano, lavagens de dinheiro operadas pelos negócios da Igreja Católica com o Banco do Vaticano, a influência da igreja na política da Itália, citando, inclusive, Silvio Berlusconi, as divergências e disputas internas, o dinheiro que a igreja recebe com a pornografia, entre outros temas.

## Obras
- Vaticano S.p.A.. Milano, Chiarelettere, 2009. ISBN 978-88-619-0067-7.
- Metastasi. Sangue, soldi e politica tra Nord e Sud. La nuova 'ndrangheta nella confessione di un pentito. mit Claudio Antonelli. Milano, Chiarelettere, 2010. ISBN 978-88-619-0110-0.
- Sua Santità. Le Carte Segrete di Benedetto XVI. Milano, Chiarelettere, 2012. ISBN 978-88-619-0095-0.